# Nagrada Jacka Adamsa
Nagrada Jacka Adamsa godišnje je priznanje NHL-a namijenjeno „treneru s najvećim doprinosom za uspjehe svoje momčadi”. Dobitnika izabire Udruženje izvjestitelja NHL-a glasovanjem na kraju regularne sezone, a nagrada se uručuje na svečanoj ligaškoj ceremoniji (NHL Awards) nekoliko dana poslije velike završnice doigravanja.

## Povijest
Jack Adams jedini je osvajač Stanleyjeva kupa u svojstvu igrača, trenera i glavnog direktora. Započeo je karijeru kao središnji napadač u najranijim danima NHL-a. Osvojio je Kup 1918. s Toronto Arenasima (današnjim Maple Leafsima) i 1927. s Ottawom. Naslovima iz igračkih dana pridodao je sedam Kupova u svojstvu trenera, a zatim i glavnog direktora, tijekom 36-godišnjeg angažmana u momčadi Detroita. Primljen je u Dvoranu slavnih 1959. godine.
Udruženje izvjestitelja (NHL Broadcasters' Association) doniralo je pehar vodstvu NHL-a 1973. godine u znak sjećanja na Adamsovu posvećenost igri. NHL službeno pokreće novu nagradu, pretposljednju u nizu odlikovanja nazvanih prema dugogodišnjim dužnosnicima klubova Izvorne šestorke, u sezoni 1973./74.

### Popis dobitnika
Sezona 2004./05. otkazana je u potpunosti. Sezone 1994./95. i 2012./13. skraćene su na 48 utakmica.
| Sezona    | Trener           | Momčad                | Napomene |
| --------- | ---------------- | --------------------- | --- |
| 1973./74. | Fred Shero       | Philadelphia Flyers   | Osvojio Stanleyjev kup. |
| 1974./75. | Bob Pulford      | Los Angeles Kings     | Poboljšanje od 27 bodova u odnosu na prošlu sezonu. |
| 1975./76. | Don Cherry       | Boston Bruins         | Odveo momčad u polufinale doigravanja unatoč rasprodaji glavnih uzdanica momčadi. |
| 1976./77. | Scotty Bowman    | Montréal Canadiens    | Osvojio Stanleyjev kup uz 60 pobjeda i 12 neriješenih u 80 utakmica regularne sezone (132 boda, rekord NHL-a). Vidjeti i upis 1995./96. u ovoj tablici.                                  |
| 1977./78. | Bobby Kromm      | Detroit Red Wings     | Podignuo momčad na drugo mjesto konferencije nakon zadnjeg mjesta prošle sezone. |
| 1978./79. | Al Arbour        | New York Islanders    | Prvoplasirani na kraju regularne sezone, poraženi od Montréala u završnici doigravanja. Prvaci sljedeće četiri sezone zaredom.                                                           |
| 1979./80. | Pat Quinn        | Philadelphia Flyers   | Neporažen u 35 utakmica zaredom — rekord NHL-a. Poražen u završnici doigravanja. |
| 1980./81. | Red Berenson     | St. Louis Blues       | Poboljšanje od 27 bodova u odnosu na prošlu sezonu. |
| 1981./82. | Tom Watt         | Winnipeg Jets         | Uveo momčad u doigravanje iz svog prvog pokušaja u trećoj godini njihova nadmetanja u NHL-u; prve dvije bile su očajne.                                                                  |
| 1982./83. | Orval Tessier    | Chicago Black Hawks   | Odveo momčad do 47 pobjeda u regularnoj sezoni nakon prošlogodišnjih 30. |
| 1983./84. | Bryan Murray     | Washington Capitals   | 101 bod na kraju regularne sezone; prvi put u povijesti kluba u kategoriji 100+. |
| 1984./85. | Mike Keenan      | Philadelphia Flyers   | Poboljšao učinak naspram ionako solidnoj prethodnoj sezoni. Poražen u završnici doigravanja.                                                                                             |
| 1985./86. | Glen Sather      | Edmonton Oilers       | Najbolji učinak regularne sezone. |
| 1986./87. | Jacques Demers   | Detroit Red Wings     | U prvoj sezoni u klubu preobrazio posljednjeplasiranu momčad prošle godine u finalista konferencije.                                                                                     |
| 1987./88. | Jacques Demers   | Detroit Red Wings     | Unatoč nezavidnoj momčadi, ponovno poražen tek u završnici konferencije od Edmontona kao i prošle sezone. Jedini dobitnik nagrade dvije sezone zaredom.                                  |
| 1988./89. | Pat Burns        | Montréal Canadiens    | Jedina momčad Istočne konferencije sa 100 ili više bodova. Poražen u velikoj završnici.                                                                                                  |
| 1989./90. | Bob Murdoch      | Winnipeg Jets         | Poput Watta na početku desetljeća, podignuo Winnipeg sa začelja. |
| 1990./91. | Brian Sutter     | St. Louis Blues       | Posložio momčad na putu preko granice 100 bodova. |
| 1991./92. | Pat Quinn        | Vancouver Canucks     | Poboljšanje od 29 bodova u odnosu na prošlu, sasvim solidnu, sezonu. |
| 1992./93. | Pat Burns        | Toronto Maple Leafs   | Podignuo momčad sa začelja nakon dvije sezone na dnu. |
| 1993./94. | Jacques Lemaire  | New Jersey Devils     | Ustrojio moćnu obranu; nesretno poražen u završnici konferencije od Rangersa. |
| 1994./95. | Marc Crawford    | Québec Nordiques      | Prvak Istočne konferencije; posložio momčad za osvajanje Stanleyjeva kupa dogodine. |
| 1995./96. | Scotty Bowman    | Detroit Red Wings     | Rekordne 62 pobjede iz 82 utakmice. Vidjeti i upis 1976./77. u ovoj tablici. |
| 1996./97. | Ted Nolan        | Buffalo Sabres        | Konsolidirao momčad, podredio pojedince momčadi. |
| 1997./98. | Pat Burns        | Boston Bruins         | Podignuo momčad sa začelja. Treća titula trenera godine, svaki put s različitim klubom.                                                                                                  |
| 1998./99. | Jacques Martin   | Ottawa Senators       | Učinio „Senatore” jednom od samo tri momčadi s više od 100 bodova te sezone. |
| 1999./00. | Joel Quenneville | St. Louis Blues       | 51 pobjeda i 114 bodova, najviše u čitavoj regularnoj sezoni. |
| 2000./01. | Bill Barber      | Philadelphia Flyers   | Preuzeo nedorečene „Letače” u prosincu i odveo momčad do 31 pobjede u sljedeće 54 utakmice.                                                                                              |
| 2001./02. | Bob Francis      | Phoenix Coyotes       | Prosječnu momčad „Kojota” odveo do 40 pobjeda u sezoni. |
| 2002./03. | Jacques Lemaire  | Minnesota Wild        | U trećoj sezoni kluba u NHL-u, odveo momčad u doigravanje na pogon granitne obrane. |
| 2003./04. | John Tortorella  | Tampa Bay Lightning   | Osvojio Stanleyjev kup s mladom momčadi. |
| 2005./06. | Lindy Ruff       | Buffalo Sabres        | Popravio učinak za 25 bodova napadačkom, atraktivnom igrom. |
| 2006./07. | Alain Vigneault  | Vancouver Canucks     | Od 49 pobjeda te sezone, 29 ih je ostvareno . |
| 2007./08. | Bruce Boudreau   | Washington Capitals   | Potaknuo „razbijenu vojsku” na osvajanje Jugoistočne divizije odmah po dolasku u klub usred sezone.                                                                                      |
| 2008./09. | Claude Julien    | Boston Bruins         | U drugoj sezoni u Bostonu završio na bod do prvog mjesta čitavog NHL-a; izvrsno utvrdio obranu, ali ni napad nije patio.                                                                 |
| 2009./10. | Dave Tippett     | Phoenix Coyotes       | Suočen s klupskim bankrotom, vjerojatnim preseljenjem i nadomještanjem bivšeg trenera Gretzkog, odveo momčad do impresivnih 107 bodova.                                                  |
| 2010./11. | Dan Bylsma       | Pittsburgh Penguins   | Odveo „Pingvine” u doigravanje praktički bez ozlijeđenih okosnica momčadi, Crosbyja i Malkina.                                                                                           |
| 2011./12. | Ken Hitchcock    | St. Louis Blues       | Doveo izrazito neiskusnu momčad na dva boda do prvog mjesta čitave lige na kraju regularne sezone.                                                                                       |
| 2012./13. | Paul MacLean     | Ottawa Senators       | Nije dopustio da učinak pati usprkos brojnim ozljedama u skraćenoj sezoni. |
| 2013./14. | Patrick Roy      | Colorado Avalanche    | Legendarni vratar u svojoj prvoj trenerskoj sezoni potaknuo je napadače pretposljednje momčadi prethodne sezone da zaostatke vrate s kamatama na putu do trećeg mjesta regularne sezone. |
| 2014./15. | Bob Hartley      | Calgary Flames        | Odveo Calgary u prvo doigravanje nakon 2009. poboljšanjem od 20 bodova u odnosu na prošlu sezonu.                                                                                        |
| 2015./16. | Barry Trotz      | Washington Capitals   | Najviše bodova (120), najviše gostujućih pobjeda (27), 3.02 postignuta gola po utakmici (drugi u ligi) i 2.33 primljena gola po utakmici (također drugi u ligi).                         |
| 2016./17. | John Tortorella  | Columbus Blue Jackets | Amerikanac je preobrazio ispodprosječnu američku momčad u četvrtoplasiranu na kraju regularnog dijela natjecanja.                                                                        |

## Znamenitosti
Na vječnoj ljestvici vodi Pat Burns s tri Adamsove nagrade. Petorica trenera osvajala su nagradu dvaput: Jacques Demers, Pat Quinn, Scotty Bowman, Jacques Lemaire i John Tortorella.
Samo trojica trenera osvojila su Stanleyjev kup usporedno s nagradom za stratega sezone: Fred Shero (1974.), Scotty Bowman (1977.) i John Tortorella (2004.).